# Parthen (volk)

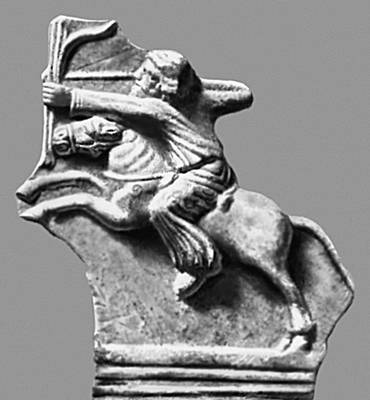
Parthische Rijk; terracottareliëf uit Mesopotamië met afbeelding van een boogschutter te paard; eerste eeuwen na Christus (West-Aziatisch museum, Berlijn)

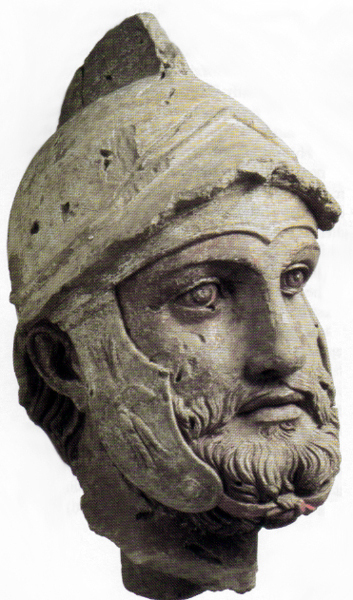
Parthische krijger uit Nisa (Turkmenistan), 2e eeuw v.Chr.

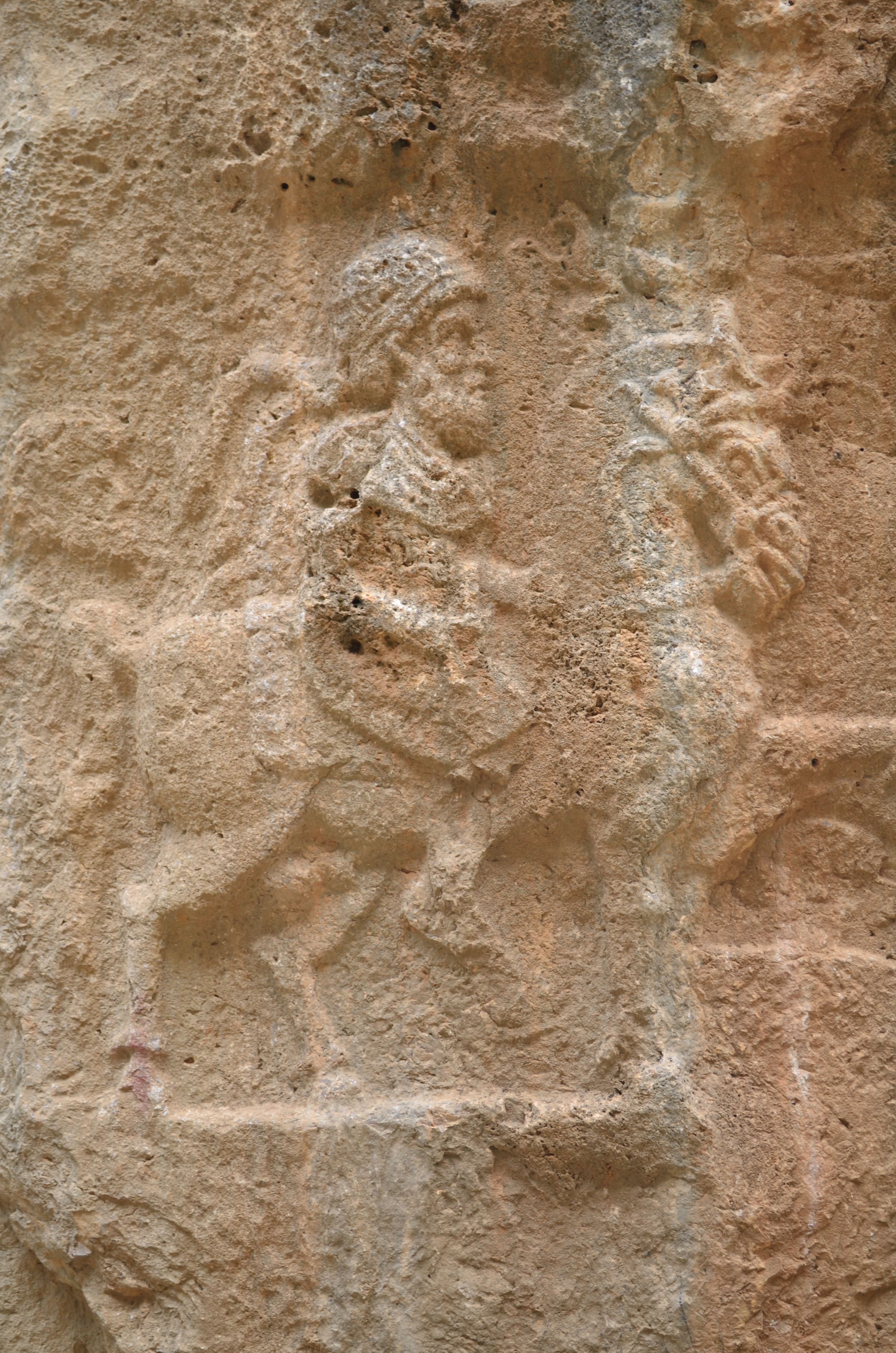
de Parthische koning Mithridates I op een rotsreliëf, provincie Khuzestan, Iran

De Parthen waren een Scythisch volk in Centraal-Azië en Iran. Het is ook de algemeen aanvaarde naam voor de bevolking van het door hen gestichte Parthische Rijk. De eigennaam was Pahlavan ("Parthisch") of Pahlavanig ("van de Parthen").

## Naam
De oorsprong van het etnoniem Parthen is onlosmakelijk verbonden met soortgelijke namen van andere Indo-Iraanse volkeren: Parsjoe in de Rigveda (Vedische parśu), Perzen, Pathanen, van het Indo-Iraanse *parśṷ(a), "sterk gebouwd", "held": Pahlav > Paθrav > Parθava > *parśavā > *parśṷ(a). Het afgeleide van deze naam wordt weerspiegeld in modern Perzisch پهلوان [pæhlævɒːn] "held" (< Oudperzisch *parθavāna- < Oud-Iraans *parśavāna-), evenals Oudperzisch pārsa-. Het etnoniem van de Perzen en de naam Perzië is een vorm van dit etnoniem (*pārśṷa "met betrekking tot de heroïsche stam"). 

## Ontstaan
In de oudheid leefden de nomadische stammen van de Massageten (Sakas in oude Iraanse bronnen), van Scythische afkomst, in de steppen van Centraal-Azië. Rond de 3e eeuw v.Chr. verenigden verschillende van deze stammen zich in een tribale unie onder de gemeenschappelijke naam Dahae. Onder deze stammen speelde de Parni-stam een leidende rol, waaruit de toekomstige leiders en stichters van Parthië, Arsaces I en Arsaces II voortkwamen. Nadat ze onder leiding van Arsaces de stammen onder hun heerschappij hadden verenigd, vielen de Dahae de regio binnen die in oude Perzische bronnen Parthia werd genoemd, en waarvan de bevolking bestond uit West-Iraanse volkeren die al lang geleden waren overgestapt op sedentarisme en oaselandbouw. De term Parthen ontbrak in bronnen uit het pre-Parthische tijdperk, en werd hen waarschijnlijk door de Grieken gegeven, naar de naam van de regio Parthia, veroverd door de Parni. De Parthen noemden zichzelf Pahlavan, hoogstwaarschijnlijk de naam van de dominante Parni-stam.

## Taal
De taal van de Parni, die de Grieks-Macedonische veroveraars verdreven, de macht in Iran grepen en het Parthische Rijk stichtten, behoorde tot de Oost-Iraanse talen, net als de talen van de nomadische stammen van de Saken en Massageten. Na hun veroveringen schakelden ze over op de taal van hun meer talrijke onderdanen, die West-Iraanse talen spraken, op basis waarvan de Parthische taal, die tot de Noordwest-Iraanse talen behoort, ontstond.

## Geschiedenis
De Parthen waren een oorlogszuchtig volk, behendige ruiters en uitstekende boogschutters. In 256 v.Chr. vormden ze een onafhankelijke staat onder leiding van de Arsaciden, dat in de loop van de tijd uitgroeide tot een groot rijk, inclusief de gebieden tussen de Eufraat en de Indus, de Kaspische en de Arabische Zee. Het Parthische Rijk duurde tot 226 na Christus toen het werd vervangen door het nieuwe Perzische Sassanidische Rijk.
Na de val van de Arsaciden behielden de Parthen niettemin hun bevoorrechte status in de Sassanidische staat. Dit blijkt uit de veelvuldige vermelding van Parthen in rotsinscripties uit het Sassanidische tijdperk.
Ze behielden een dominante positie in het leger, evenals in veel provincies van het Sassanidische Rijk. De drie grootste Parthische families der Michraniden, Kareniden en Sureniden vormden de steun van de Sassanidische troon. Zelfs drie eeuwen na de val van de Arsaciden was de Parthische identiteit nog springlevend. Opmerkelijk is het verhaal van Bahram Cobin, die in de 6e eeuw de Sassanidische sjah Hormazd IV verdreef en het herstel van Parthië afkondigde. Vervolgens fuseerde een deel van de Parthen die in de binnenlanden van Iran woonden met de Perzische bevolking, en de Parthen die het grondgebied van het moderne Turkmenistan en Centraal-Azië bewoonden, werden door de Turkse volkeren opgenomen en vormden een van de etnische componenten van de Turkmenen.
- Biblioteca Nacional de España: XX5223565
- Gemeinsame Normdatei: 4044770-4